# The National (CBC)
Pour les articles homonymes, voir The National.

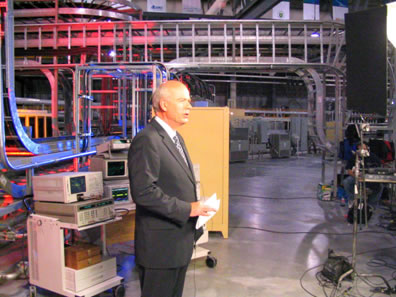
Peter Mansbridge ouvre l'émission The National de la CBC au sommet du Canadian Light Source synchrotron, le 21 octobre 2004.

CBC News: The National (anciennement, et toujours souvent dénommé, The National) est le journal télévisé phare de la CBC, diffusé depuis le Canadian Broadcasting Centre à Toronto. Il traite de l'actualité canadienne et internationale chaque soir sur CBC Television en semaine et les dimanches à 22 h locale (22 h 30 HNT). Les samedis, une édition de trente minutes est diffusée à 18 h HE pendant la saison de Hockey Night in Canada (ou si d'autres événements de CBC Sports sont diffusés le soir), ou à 18 h heure locale (19 h HA, 19 h 30 HNT) autrement. Depuis l'automne 2007, The National diffuse en TVHD, le premier bulletin canadien à l'avoir fait.

## Reporters
- Mellissa Fung, Toronto